# Gerard Schouw
Adrianus Gerardus (Gerard) Schouw (Monster, 30 december 1965) is een Nederlands voormalig politicus voor D66. Van 17 juni 2010 tot en met 31 juli 2015 was hij lid van de Tweede Kamer en van 10 juni 2003 tot en met 16 juni 2010 van de Eerste Kamer. Sinds 1 augustus 2015 is hij algemeen directeur van Vereniging Innovatieve Geneesmiddelen, de brancheorganisatie voor farmaceutische bedrijven in Nederland die innovatieve geneesmiddelen ontwikkelen.

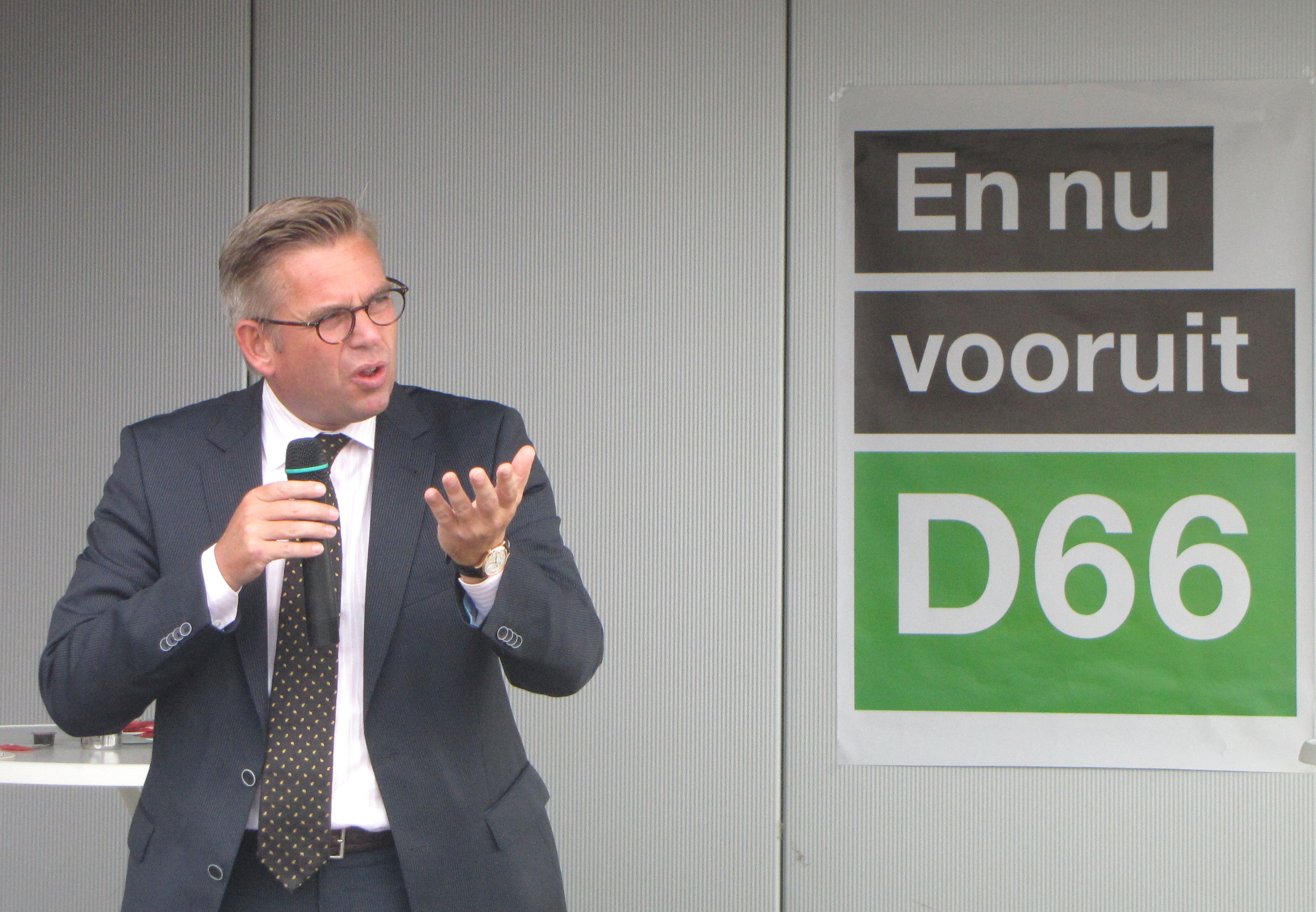
Gerard Schouw tijdens de verkiezingscampagne voor de Tweede Kamerverkiezingen 2012

Schouw volgde de Middelbare Landbouwschool in Gouda en de hbo-opleiding bedrijfskunde aan de Agrarische Hogeschool van Dordrecht en studeerde daarna bestuurskunde aan de Vrije Universiteit Amsterdam. Hij is aan de Rijksuniversiteit Leiden in 1996 gepromoveerd op het proefschrift Bestuursstijlen van wethouders.
Van april 1990 tot april 1998 was hij lid van de gemeenteraad van Dordrecht. In 1994 werd hij wethouder in deze gemeente, een functie die hij uitoefende tot 1998. Van 20 november 1999 tot 16 november 2002 was hij partijvoorzitter van D66.
Op 10 juni 2003 werd hij lid van de Eerste Kamer. In 2007 was hij lijsttrekker bij de Eerste Kamerverkiezingen van dat jaar. Hij werd herkozen en was vanaf 12 juni 2007 tevens fractievoorzitter. Naast zijn werk als Eerste Kamerlid was hij algemeen directeur van een adviesorganisatie voor steden.
Zijn lidmaatschap van de Eerste Kamer werd automatisch beëindigd toen hij na de Tweede Kamerverkiezingen van 9 juni 2010 op 17 juni dat jaar werd benoemd tot lid van deze Kamer. Hij zetelt daarnaast in het Benelux-parlement. Van 10 juni 2010 tot 13 september 2012 was hij voor zijn partij vicefractieleider in de Tweede Kamer.
Op 19 september 2012 heeft hij zich kandidaat gesteld voor het voorzitterschap van de Tweede Kamer, als opvolger van Gerdi Verbeet (PvdA). Hij viel in de tweede stemronde af. Anouchka van Miltenburg werd gekozen. Schouw behaalde in de twee stemronden veertig stemmen.
Met fractiegenoot Boris van der Ham diende hij in 2011 met succes een initiatiefwetsvoorstel in om het staatshoofd te weren bij kabinetsformaties. De wet werd op 27 maart 2012 aangenomen. Sindsdien bepaalt de Tweede Kamer wie kabinets(in)formateur wordt. In 2012 diende hij met partijgenote Pia Dijkstra een initiatiefwetsvoorstel in om de zogenaamde 'weigerambtenaren' af te schaffen. De wet werd twee jaar later aangenomen. Ambtenaren van de burgerlijke stand mogen daardoor niet meer weigeren om huwelijken te sluiten tussen homoseksuelen.
Sinds 1 augustus 2015 is Schouw algemeen directeur van Vereniging Innovatieve Geneesmiddelen, de brancheorganisatie voor in Nederland gevestigde farmaceutische bedrijven die zich bezighouden met de ontwikkeling van innovatieve geneesmiddelen. Een dag eerder verliet hij de Tweede Kamer. Zijn plek werd ingenomen door Fatma Koşer Kaya.
- Gemeinsame Normdatei: 17304087X
- International Standard Name Identifier: 0000 0003 5913 310X
- Library of Congress Control Number: no2016038413
- Nederlandse Thesaurus van Auteursnamen: 14775576X
- Parlement.com: vgff1fyf5veo
- Virtual International Authority File: 213420278
- WorldCat: E39PBJtxd7qfMmdD7H3hm7B773